# Filmes de 1961 da Allied Artists Pictures

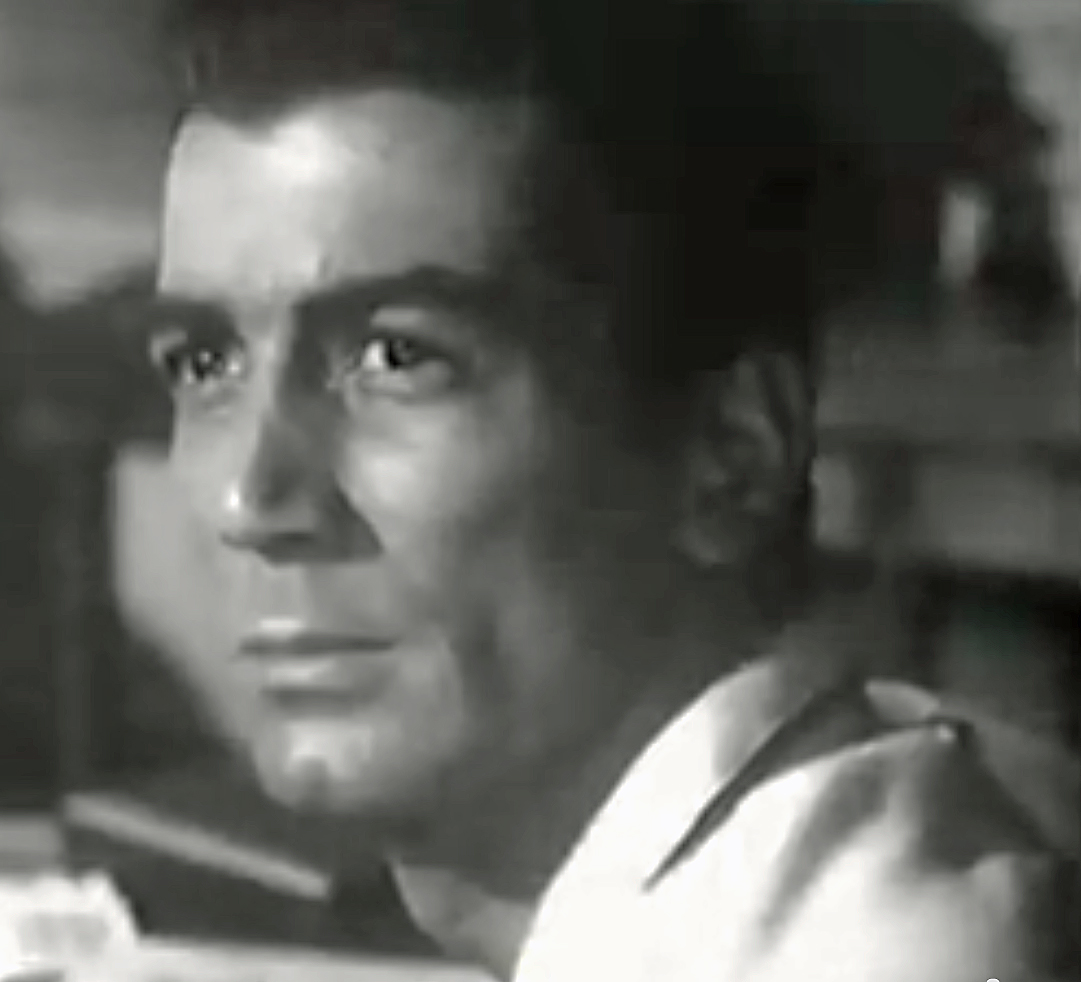
Ray Danton no trailer de The George Raft Story, biografia hollywoodiana do ator George Raft.